# Gustaf Brink
Gustaf Hildor Brink, född 24 oktober 1858 i Klara församling, Stockholm, död 6 april 1904 i Hedvig Eleonora församling, Stockholm, var en svensk pianist, pianopedagog och tonsättare.
Brink var lärare i pianospel 1882–1904 och harmonilära 1899–1904 vid Stockholms musikkonservatorium. Han invaldes den 28 mars 1895 som ledamot nr 489 av Kungliga Musikaliska Akademien.